# Lijst van afleveringen van Daredevil
Dit is een lijst van afleveringen van de Amerikaanse televisieserie Daredevil (2015–2018). De serie telt drie seizoenen.

## Overzicht

### Seizoen 1
| Nr. | Titel aflevering          | Regisseur          | Geschreven door                     | Release Netflix |
| --- | ------------------------- | ------------------ | ----------------------------------- | --------------- |
| 1   | Into the Ring             | Phil Abraham       | Drew Goddard                        | 10 april 2015   |
| 2   | Cut Man                   | Phil Abraham       | Drew Goddard                        | 10 april 2015   |
| 3   | Rabbit in a Snow Storm    | Adam Kane          | Marco Ramirez                       | 10 april 2015   |
| 4   | In the Blood              | Ken Girotti        | Joe Pokaski                         | 10 april 2015   |
| 5   | World on Fire             | Farren Blackburn   | Luke Kalteux                        | 10 april 2015   |
| 6   | Condemned                 | Guy Ferland        | Joe Pokaski & Marco Ramirez         | 10 april 2015   |
| 7   | Stick                     | Brad Turner        | Douglas Petrie                      | 10 april 2015   |
| 8   | Shadows in the Glass      | Stephen Surjik     | Steven S. DeKnight                  | 10 april 2015   |
| 9   | Speak of the Devil        | Nelson McCormick   | Christos Gage & Ruth Fletcher Gage  | 10 april 2015   |
| 10  | Nelson v. Murdock         | Farren Blackburn   | Luke Kalteux                        | 10 april 2015   |
| 11  | The Path of the Righteous | Nick Gomez         | Steven S. DeKnight & Douglas Petrie | 10 april 2015   |
| 12  | The Ones We Leave Behind  | Euros Lyn          | Douglas Petrie                      | 10 april 2015   |
| 13  | Daredevil                 | Steven S. DeKnight | Steven S. DeKnight                  | 10 april 2015   |

### Seizoen 2
| Nr. | Titel aflevering                  | Regisseur         | Geschreven door                              | Release Netflix |
| --- | --------------------------------- | ----------------- | -------------------------------------------- | --------------- |
| 14  | Bang                              | Phil Abraham      | Douglas Petrie & Marco Ramirez               | 18 maart 2016   |
| 15  | Dogs to a Gunfight                | Phil Abraham      | Douglas Petrie & Marco Ramirez               | 18 maart 2016   |
| 16  | New York's Finest                 | Marc Jobst        | Mark Verheiden                               | 18 maart 2016   |
| 17  | Penny and Dime                    | Peter Hoar        | John C. Kelley                               | 18 maart 2016   |
| 18  | Kinbaku                           | Floria Sigismondi | Lauren Schmidt Hissrich                      | 18 maart 2016   |
| 19  | Regrets Only                      | Andy Goddard      | Sneha Koorse                                 | 18 maart 2016   |
| 20  | Semper Fidelis                    | Ken Girotti       | Luke Kalteux                                 | 18 maart 2016   |
| 21  | Guilty as Sin                     | Michael Uppendahl | Whit Anderson                                | 18 maart 2016   |
| 22  | Seven Minutes in Heaven           | Stephen Surjik    | Marco Ramirez & Lauren Schmidt Hissrich      | 18 maart 2016   |
| 23  | The Man in the Box                | Peter Hoar        | John C. Kelley, Whit Anderson & Sneha Koorse | 18 maart 2016   |
| 24  | .380                              | Stephen Surjik    | Mark Verheiden                               | 18 maart 2016   |
| 25  | The Dark at the End of the Tunnel | Euros Lyn         | Lauren Schmidt Hissrich & Douglas Petrie     | 18 maart 2016   |
| 26  | A Cold Day in Hell's Kitchen      | Peter Hoar        | Douglas Petrie & Marco Ramirez               | 18 maart 2016   |

### Seizoen 3
| Nr. | Titel aflevering    | Regisseur          | Geschreven door         | Release Netflix |
| --- | ------------------- | ------------------ | ----------------------- | --------------- |
| 27  | Resurrection        | Marc Jobst         | Erik Oleson             | 19 oktober 2018 |
| 28  | Please              | Lukas Ettlin       | Jim Dunn                | 19 oktober 2018 |
| 29  | No Good Deed        | Jennifer Getzinger | Sonay Hoffman           | 19 oktober 2018 |
| 30  | Blindsided          | Alex Garcia Lopez  | Lewaa Nasserdeen        | 19 oktober 2018 |
| 31  | The Perfect Game    | Julian Holmes      | Tonya Kong              | 19 oktober 2018 |
| 32  | The Devil You Know  | Stephen Surjik     | Dylan Gallagher         | 19 oktober 2018 |
| 33  | Aftermath           | Toa Fraser         | Sarah Streicher         | 19 oktober 2018 |
| 34  | Upstairs/Downstairs | Alex Zakrzewski    | Dara Resnik             | 19 oktober 2018 |
| 35  | Revelations         | Jennifer Lynch     | Erik Oleson & Sam Ernst | 19 oktober 2018 |
| 36  | Karen               | Alex Garcia Lopez  | Tamara Becher-Wilkinson | 19 oktober 2018 |
| 37  | Reunion             | Jet Wilkinson      | Jim Dunn & Dara Resnik  | 19 oktober 2018 |
| 38  | One Last Shot       | Phil Abraham       | Sam Ernst               | 19 oktober 2018 |
| 39  | A New Napkin        | Sam Miller         | Erik Oleson             | 19 oktober 2018 |